# Ribbank

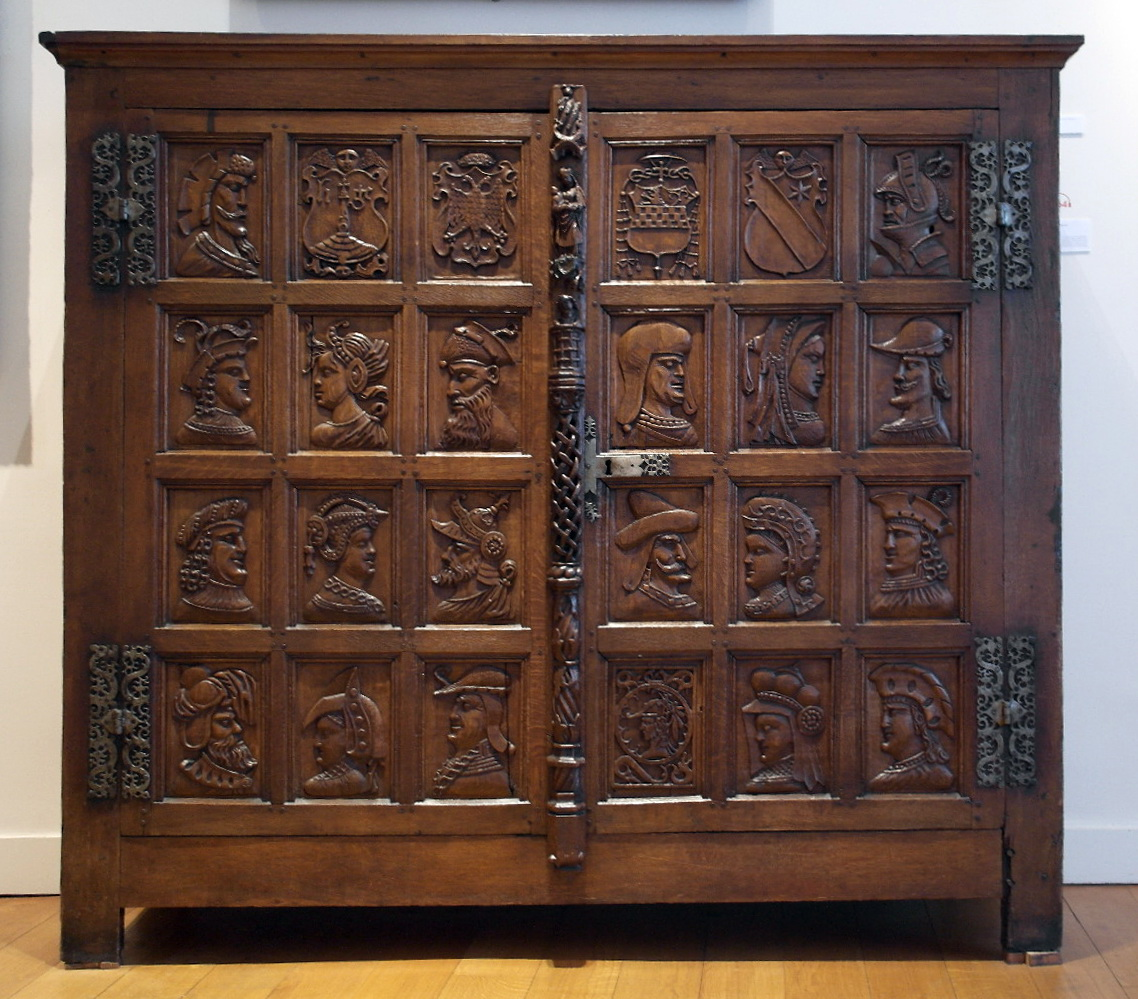
Renaissancekast in het Grand Curtius in Luik, België

Een ribbank is een soort versierde lage kast uit eikenhout of ebbenhout. Dit soort kasten komt men al tegen in de renaissance maar werd bijzonder populair in de 17e eeuw.
In beschrijvingen van de inboedel van Rubens komt deze benaming reeds voor en in het huis van zijn vriend Nikolaas Rockox (het Rockoxhuis) in Antwerpen kan men eikenhouten ribbanken bewonderen.